# 이중 타원 전이
이중 타원 전이(영어: Bi-elliptic transfer)는 우주선을 한 궤도에서 다른 궤도로 이동시키는 방법 중 하나로, 반으로 잘린 타원 궤도 두 개가 사용된다.
출발 궤도에서 첫 번째 분사를 통해 중심체에서 궤도 원점이 {\displaystyle r_{b}}만큼 떨어진 궤도로 옮겨간 다음, 원점에서의 두 번째 분사를 통해 근점을 최종 목표 궤도의 고도로 맞춘 다음, 세 번째 분사로 목표 궤도에 진입한다. 호만 전이에 비해 엔진 분사가 한 번 더 필요하고 전이 시간도 길지만, 조건에 따라서 이중 타원 전이가 호만 전이보다 델타 V의 소모량이 적은 경우도 있다.

## 계산

### 델타 V

저고도 궤도(파랑)에서 고고도 궤도(빨강)로 올라가는 이중 타원 전이의 모습.

반지름 비의 함수로 나타낸, 호만 전이(두꺼운 검은 선)와 이중 타원 전이(색이 있는 선)의 델타 V 소모량.

세 번의 속도 변화는 모두 활력방정식에서 직접 유도할 수 있다.
{\displaystyle v^{2}=\mu \left({\frac {2}{r}}-{\frac {1}{a}}\right),}
- {\displaystyle v}은 위성의 속도이다.
- {\displaystyle \mu =GM}은 중심체의 표준 중력 변수이다.
- {\displaystyle r}은 중심체와 위성 사이의 거리, 즉 궤도 반지름이다.
- {\displaystyle a}은 위성의 궤도 긴반지름이다.

이를 이용해 다음 기호를 정의할 수 있다.
- {\displaystyle r_{1}}은 출발 궤도의 반지름이다.
- {\displaystyle r_{2}}은 최종 궤도의 반지름이다.
- {\displaystyle r_{b}}은 두 전이 궤도의 공통 원점 고도로, 이중 타원 전이의 자유 변수이다.
- {\displaystyle a_{1}}와 {\displaystyle a_{2}}은 두 타원 전이 궤도의 긴반지름으로, 다음과 같이 구할 수 있다.
{\displaystyle a_{1}={\frac {r_{1}+r_{b}}{2}}},
{\displaystyle a_{2}={\frac {r_{2}+r_{b}}{2}}}.

반지름 {\displaystyle r_{1}}인 원 궤도에서 시작할 때, 순행 방향으로 분사하여 첫 번째 타원 전이 궤도로 들어가게 된다. 이 때 필요한 델타 V는 다음과 같다.
{\displaystyle \Delta v_{1}={\sqrt {{\frac {2\mu }{r_{1}}}-{\frac {\mu }{a_{1}}}}}-{\sqrt {\frac {\mu }{r_{1}}}}.}
첫 번째 타원 전이 궤도의 원점에 도달했으면 궤도 중심체와의 거리는 {\displaystyle r_{b}}가 된다. 둘째 분사를 통해 근지점의 궤도를 목표 원궤도로 올리면, 우주선의 궤도는 두 번째 타원 전이 궤도가 된다. 이 때 필요한 델타 V는 다음과 같다.
{\displaystyle \Delta v_{2}={\sqrt {{\frac {2\mu }{r_{b}}}-{\frac {\mu }{a_{2}}}}}-{\sqrt {{\frac {2\mu }{r_{b}}}-{\frac {\mu }{a_{1}}}}}.}
마지막으로 고도 {\displaystyle r_{2}}인 지점에 도달하면, 역행 방향으로 분사하면 궤도가 원형이 되고, 목표 궤도에 진입하게 된다. 마지막 분사에 필요한 델타 V는 다음과 같다.
{\displaystyle \Delta v_{3}={\sqrt {{\frac {2\mu }{r_{2}}}-{\frac {\mu }{a_{2}}}}}-{\sqrt {\frac {\mu }{r_{2}}}}.}
만약 {\displaystyle r_{b}=r_{2}}라면 일반적인 호만 전이가 되며, {\displaystyle \Delta v_{3}=0}이 된다. 따라서 호만 전이는 이중 타원 전이에서 분사가 2번밖에 없는 특수한 경우로 정의할 수 있다.
{\displaystyle r_{b}=\infty }로 둔다면 델타 V 절약량의 최대치를 계산할 수 있으며, 총 {\displaystyle \Delta v}는 {\displaystyle {\sqrt {\mu /r_{1}}}\left({\sqrt {2}}-1\right)\left(1+{\sqrt {r_{1}/r_{2}}}\right)}로 단순화된다. 이 경우에는 타원 대신 포물선 궤도를 사용하기 때문에, 이중 포물선 전이라고 하기도 한다. 전이 시간은 무한이 된다.

### 전이 시간
호만 전이와 유사하게 이중 타원 전이에서도 타원 궤도의 반을 이용하기 때문에, 전이 시간은 각 궤도 주기의 반씩을 더한 것과 같다. 공전 주기를 계산하는 식은 다음과 같다.
{\displaystyle T=2\pi {\sqrt {\frac {a^{3}}{\mu }}}.}
총 전이 시간 {\displaystyle t}는 각 궤도에서 보내는 시간의 합과 같다.
{\displaystyle t_{1}=\pi {\sqrt {\frac {a_{1}^{3}}{\mu }}}\quad {\text{,}}\quad t_{2}=\pi {\sqrt {\frac {a_{2}^{3}}{\mu }}}}
{\displaystyle t=t_{1}+t_{2}.}

## 호만 전이와의 비교

### 델타 V
반지름의 비 {\displaystyle R\equiv r_{2}/r_{1}}이 11.94보다 작을 시 호만 전이의 효율이 항상 좋다. 반면 {\displaystyle R}이 15.58이 넘을 시, 전이 궤도의 원점 {\displaystyle r_{b}}에 상관없이, 이중 타원 전이의 효율이 항상 좋다. 11.94와 15.58 사이에서는 {\displaystyle r_{b}}의 값에 따라 어느 전이 방법이 더 효율적인지가 결정된다.
| 반지름의 비 {\displaystyle R\equiv {\frac {r_{2}}{r_{1}}}} | 최소 {\displaystyle \alpha \equiv {\frac {r_{b}}{r_{1}}}} | 참조                       |
| ---------------------------------------------------------- | --------------------------------------------------------- | -------------------------- |
| <11.94                                                     | 빈칸                                                      | 호만 전이가 항상 우세      |
| 11.94                                                      | {\displaystyle \infty }                                   | 이중 포물선 전이           |
| 12                                                         | 815.81                                                    |                            |
| 13                                                         | 48.90                                                     |                            |
| 14                                                         | 26.10                                                     |                            |
| 15                                                         | 18.19                                                     |                            |
| 15.58                                                      | 15.58                                                     |                            |
| >15.58                                                     | {\displaystyle >{\frac {r_{2}}{r_{1}}}}                   | 이중 타원 전이가 항상 우세 |

### 전이 시간
{\displaystyle t=\pi {\sqrt {\frac {a_{1}^{3}}{\mu }}}+\pi {\sqrt {\frac {a_{2}^{3}}{\mu }}}}
이중 타원 전이의 긴 소요 시간은 큰 단점이며, 포물선이 될 경우 무한으로 발산한다. 호만 전이는 전이 궤도가 하나밖에 없기 때문에, 전이 시간은 이중 타원 전이의 절반 이하이다.

## 예시
r0 = 6700 km인 지구 저궤도에서 r1 = 93 800 km인 궤도로 올라가기 위해서는, 호만 전이를 이용할 시  Δv = 2825.02 + 1308.70 = 4133.72 m/s이 된다. 여기서 r1 = 14r0 > 11.94r0이기 때문에, 이중 타원 전이로 효율을 더 높일 수 있다. 우주선이 처음에 3061.04 m/s만큼 가속하면 r2 = 40r0 = 268 000 km인 타원 궤도로 진입하고, 608.825 m/s를 추가로 가속하면 r1 = 93 800 km인 타원 궤도로 진입하며, 마지막으로 447.662 m/s만큼 감속하면 목표 원궤도에 진입한다. 이 때의 총 Δv는 4117.53 m/s로, 호만 전이에 비해 16.19 m/s (0.4%) 적다.
Δv 절약량은 전이 궤도의 원점 고도를 증가시킴으로써 늘릴 수 있으며, 전이 시간도 같이 늘어난다. 예시로, 75.8r0 = 507 688 km(달 궤도의 1.3배)까지 올라간다면 호만 전이에 비해 Δv를 1% 절약할 수 있으나, 전이 시간이 17일로 증가한다.  극적인 예시로, 1757r0 = 11 770 000 km(달 궤도의 30배)까지 올라간다면 Δv를 2% 절약할 수 있지만, 전이 시간이 4.5년으로 늘며, 태양계 다른 천체들의 섭동을 받을 수 있다. 참고로 호만 전이로는 15시간 34분이 소요된다.
| 종류                | 종류                | 호만    | 이중 타원 | 이중 타원 | 이중 타원  | 이중 타원 |
| ------------------- | ------------------- | ------- | --------- | --------- | ---------- | --------- |
| 원지점 (km)         | 원지점 (km)         | 93 800  | 268 000   | 507 688   | 11 770 000 | ∞         |
| 분사 (m/s)          | 1                   | 2825.02 | 3061.04   | 3123.62   | 3191.79    | 3194.89   |
| 분사 (m/s)          | 2                   | 1308.70 | 608.825   | 351.836   | 16.9336    | 0         |
| 분사 (m/s)          | 3                   | 0       | 447.662   | 616.926   | 842.322    | 853.870   |
| 총합 (m/s)          | 총합 (m/s)          | 4133.72 | 4117.53   | 4092.38   | 4051.04    | 4048.76   |
| 호만 전이에 대한 비 | 호만 전이에 대한 비 | 100%    | 99.6%     | 99.0%     | 98.0%      | 97.94%    |

- 순행 방향의 Δv
- 역행 방향의 Δv

이중 타원 전이는 최초 분사에서의 델타 V 사용량이 더 높으며, 이로 인해 고유 궤도 에너지에 영향을 더 크게 준다. 또한 전체 델타 V가 감소하는 것은 오베르트 효과에 의한 것이다.

## 같이 보기
- 호만 전이 궤도